# Nicolas Presl
 (octobre 2018).
Nicolas Presl, né le 23 mars 1976 en Vendée, est un auteur français de bande dessinée.

## Biographie
Nicolas Presl a fait des études d'arts plastiques à l'université de Haute-Bretagne (Rennes). Il a notamment travaillé comme tailleur de pierre pendant deux ans avant de publier des albums de bande dessinée (romans graphiques).
Parmi les grands peintres qui l'ont inspiré, il cite Picasso et Picabia.
Nicolas Presl est également professeur des écoles, détaché depuis 2010 au lycée Victor-Hugo de Sofia (Bulgarie).
En 2020 paraît Les Jardins de Babylone (Atrabile). L'album figure dans la sélection pour le Festival d'Angoulême 2021.

## Publications
collection Flegme (Atrabile)
- Priape, Atrabile, 2006  (ISBN 2-940329-27-3)  (traduit en polonais « Priap », Lokator, Cracovie, 2015  (ISBN 978-83-63056-21-6)[3].
- Divine Colonie, Atrabile, 2008  (ISBN 978-2-940329-53-3) (traduit en polonais « Boska kolonia », Lokator, Cracovie, 2013  (ISBN 978-83-63056-03-2))
- Fabrica, Atrabile, 2009  (ISBN 978-2-940329-61-8) (traduit en polonais « Fabryka », Lokator, Cracovie, 2013  (ISBN 978-83-63056-02-5))
- L'Hydrie, Atrabile, 2011  (ISBN 978-2-940329-82-3)[4]
- Heureux qui comme, Atrabile, 2012  (ISBN 978-2-88923-001-3) a reçu une mention spéciale à l'édition 2013 du Prix de la meilleure bande dessinée francophone du Festival d'Angoulême : le choix polonais[5]
- Orientalisme, Atrabile, 2014  (ISBN 978-2-88923-020-4)
- Levants, Atrabile, 2017  (ISBN 978-2-88923-062-4)

publication du premier ouvrage de Nicolas Presl, resté inédit (avec la collaboration de Gautier Ducatez)
- Le Fils de l'ours père, The Hoochie Coochie, 2010  (ISBN 978-2-916049-12-0), sélectionné au Festival d’Angoulême 2011 (traduit en polonais « Syn swojego ojca », Lokator, Cracovie, 2014  (ISBN 978-83-63056-21-6))